# 中國電影表演藝術學會
中国电影表演艺术学会，是经中国国家民政部注册、隶属于国家广电总局的民间社团组织，是全国电影演员的专业性群众组织，也是中国大陆官方唯一认可的演员组织。自1985年在广州成立以来，目前拥有会员千余人。主要职能为表演艺术在学术层面的研讨、对外文化及学术交流。

## 组织结构
学会设有会长、副会长、理事等职务，对学会的艺术研讨及对外交流进行管理和协调，并组织中国电影表演艺术学会奖暨中国电影金凤凰奖的评奖及颁奖活动。

### 十四届领导
- （第十四届理事会）（2013年9月9日晚选举）
  - 名誉会长：唐国强
  - 会长：葛优
  - 副会长：蒋雯丽、徐帆、刘威

### 往届领导
- （第六届理事会）（2009年8月7日学会选举）
  - 会长：唐国强
  - 副会长：赵薇、庞敏、王学勤

- （第五届理事会）
  - 名誉会长：张瑞芳、于洋
  - 会长：唐国强
  - 副 会 长：王馥荔、刘诗兵、宋春丽、宋晓英、张丰毅、张国立、奚美娟、高  明、黄小雷、普超英、濮存昕

- （第四届理事会）
  - 会长：于洋
  - 副会长：唐国强、潘虹

## 行业评奖
该学会设立“中国电影表演艺术学会奖”，亦称“金凤凰奖”的评奖者和获奖者都必须是学会会员，是演员自己评自己的学术活动；突出强调“德艺双馨”， 以此鼓励电影演员提高自身素质和艺术修养，在电影表演技艺上取得优秀成绩。“金凤凰奖”自1987年开始评奖，由表演艺术学会理事投票决定，每两年评选一次，评选过程中注重开展群众性的学术研讨活动；获奖不分主角、配角，对老、中、青演员有较大的鼓励和督促作用，是目前具有权威性和广泛性的电影表演艺术专门奖。奖项设置有“学会奖”、“评委会特别奖”、“特别荣誉奖”和“终身成就奖”。

## 出版著作
中国电影表演艺术学会还会编辑出版多部专著，对表演艺术进行研讨。并在每两年的金凤凰奖评奖之后会出版本届评奖文集，均是由获奖演员分析探讨获奖作品及角色。
- 1987年 《演员谈电影表演——首届中国电影表演艺术学会奖颁奖大会论文集》/中国电影出版社
- 1997年 《我的角色与我们的剧团——第六届电影表演艺术学会奖文集》/中国电影出版社
- 1999年 《新世纪电影表演论坛（上）——第七届电影表演艺术学会奖文集》/中国电影出版社
- 2001年 《新世纪电影表演论坛（下）——第八届电影表演艺术学会奖文集》/中国电影出版社
- 2003年 《电影表演创新集——第九届电影表演艺术学会奖文集》/中国电影出版社
- 2005年 《银幕形象塑造——第十届电影表演艺术学会奖文集》/中国电影出版社
- 2009年 《当代影视表演趋向——第十二届电影表演艺术学会奖文集》/中国电影出版社